# Crua Chan
«Crua Chan» es una canción de rock argentino, perteneciente a la banda Sumo. Es la primera canción que forma parte del tercer trabajo discográfico de la agrupación, titulado After Chabón, editado en el año 1987.

## Interpretación
La letra de la canción está inspirada en la Batalla de Culloden, que se llevó a cabo en el año 1746, entre escoceses e ingleses. Esta habla del choque final entre los Jacobitas (movimiento referenciado en el rey católico Jacobo II que fue destituido por su yerno e hija protestantes) y partidarios de la Casa de Hanóver (dinastía de ascendencia alemana que reinó Gran Bretaña desde 1701 hasta la formación del Reino Unido en 1801) siendo esta la última batalla que se da en el suelo británico.
El título de la misma refiere a un grito de batalla que se emplea en dicha contienda. La letra fue compuesta por Luca Prodan, líder de la banda, que tuvo conocimiento de la batalla en sus años de estudiante en Escocia, en el colegio Gordonstoun.